# Parigi-Bourges 2002
La Parigi-Bourges 2002, cinquantaduesima edizione della corsa e valevole come prova del circuito UCI categoria 1.3, si svolse il 3 ottobre 2002 su un percorso di 206 km. Fu vinta dal danese Allan Johansen che giunse al traguardo con il tempo di 4h44'34", alla media di 43,434 km/h.
Al traguardo 73 ciclisti portarono a termine il percorso.

## Ordine d'arrivo (Top 10)
| Pos. | Corridore        | Squadra       | Tempo    |
| ---- | ---------------- | ------------- | -------- |
| 1    | Allan Johansen   | EDS-Fakta     | 4h44'34" |
| 2    | Geert Van Bondt  | CSC           | s.t.     |
| 3    | Charles Guilbert | Bonjour       | s.t.     |
| 4    | Cyril Saugrain   | Big Mat       | a 46"    |
| 5    | Jeremy Hunt      | Big Mat       | s.t.     |
| 6    | Cédric Vasseur   | Cofidis       | a 47"    |
| 7    | Laurent Brochard | Jean Delatour | s.t.     |
| 8    | Aljaksandr Usaŭ  | Phonak        | s.t.     |
| 9    | Anthony Geslin   | Bonjour       | s.t.     |
| 10   | Josu Silloniz    | Euskaltel     | a 50"    |